# Masud Khan Ghuri
Masud Khan Ghuri fou efímer sultà de Malwa el 1436.
Quan Mahmud Xah I Khalji va pujar al tron el 16 de maig de 1436 es va produir l'efímera proclamació de Masud Khan, fill de Ghazni Khan Muhàmmad Xah, que tenia el suport del sultanat de Gujarat, i que es va presentar al país, assetjant Mandu, la capital.
Durant el setge Mahmud va haver d'anar a combatre Umar Khan i Muhàmmad Khan, fills d'Ahmad Xah de Khandesh i el seu pare Malik Mughith Azam Humayun va dirigir la defensa. Masud Khan es va haver de retirar cap al Gujarat a causa de la pesta que s'havia declarat entre els seus soldats, i Mahmud va retornar a Mandu al cap de 17 dies.
Masud fou el darrer intent de mantenir la dinastia gúrida a Malwa, i la dinastia khalji es va imposar definitivament en aquest sultanat.